# Sant Antoni (métro de Barcelone)
Sant Antoni  est une station de la ligne 2 du métro de Barcelone. Elle est située dans le district de la Vieille ville, à Barcelone en Catalogne.
Elle est mise en service en 1995, lors de l'ouverture d'un prolongement de la ligne 2, dont elle devient le terminus pendant trois mois, la mise mise en service du tronçon suivant en 1996 la transforme en station de passage.

## Situation sur le réseau

Plan du métro de Barcelone (2019).

Établie en souterrain, la station Sant Antoni est située sur la ligne 2 du métro de Barcelone, entre la station terminus sud-ouest Paral·lel, et la station Universitat, en direction de la station terminus Badalona Pompeu Fabra,.

## Histoire
La station Sant Antoni est mise en service le 25 septembre 1995, lors de la mise en service de la ligne 2 de la Sagrada Familla à Antoni, terminus de la ligne. Elle ne le reste que trois mois, en raison de la réaffectation des quais de l'ancienne ligne III-B de la station Paral·lel à la ligne 2, ce qui permet une mise en service le 6 janvier 1996 du court tronçon entre les deux stations.